# Gaoussou Koné
Gaoussou Koné (* 28. April 1944) ist ein ehemaliger ivorischer Sprinter.
Bei den Olympischen Spielen 1964 in Tokio wurde er Sechster über 100 Meter.
1965 siegte er bei den Afrikaspielen in Brazzaville über 100 und 200 Meter und 1967 bei der Universiade über 100 Meter.
Bei den Olympischen Spielen erreichte er 1968 in Mexiko-Stadt über 100 Meter und in der 4-mal-100-Meter-Staffel das Halbfinale, und 1972 in München schied er in der 4-mal-100-Meter-Staffel im Vorlauf aus.
1992 erhielt er den Olympischen Orden.

## Persönliche Bestzeiten
- 100 m: 10,21 s, 15. Oktober 1967, Mexiko-Stadt
- 200 m: 21,1 s, 1965